# Chuck Loeb
Charles Samuel "Chuck" Loeb (født 12 juli 1955 i New York, død 31 juli 2017) var en amerikansk elguitarist.
Loeb der kom frem i Stan Getz' gruppe i 1979, blev nok mest kendt for sin medvirken i gruppen Steps Ahead.
Han har spillet i flere stilarter, og lavet en snes plader i eget navn.
Loeb kom i 2010 med i gruppen Fourplay.